# Euxoa deserta
Euxoa deserta là một loài bướm đêm trong họ Noctuidae.